# Mihail Kogălniceanu (Ialomița megye)
Mihail Kogălniceanu község és falu Ialomița megyében, Munténiában, Romániában. A hozzá tartozó település: Hagieni.

## Fekvése
A megye keleti részén található, a megyeszékhelytől, Sloboziatól, harmincöt kilométerre keletre, a Ialomița folyó jobb partján.

## Története
Faluként már 1925-ben említik ilyen néven. 1931-ben vált önálló községgé, amikor levált Țăndărei községtől.

## Lakossága
| Nemzetiségek | 2002 * | 2002 * |
| ------------ | ------ | ------ |
| Románok      | 6240   | 99,87% |
| Horvátok     | 3      | 0,04%  |
| Lipovánok    | 3      | 0,04%  |
| Magyarok     | 1      | 0,01%  |
| Ukránok      | 1      | 0,01%  |
| Összesen     | 6248   | 100,0% |

* Gura Ialomiței község lakosságával együtt